# Spanyolország az 1952. évi téli olimpiai játékokon
Spanyolország a norvégiai Oslóban megrendezett 1952. évi téli olimpiai játékok egyik részt vevő nemzete volt. Az országot az olimpián 1 sportágban 4 sportoló képviselte, akik érmet nem szereztek.

## Alpesisí
Férfi
| Versenyző           | Versenyszám      | 1. futam | 1. futam | 2. futam | 2. futam | Összesítés | Összesítés |
| Versenyző           | Versenyszám      | Idő      | Hely.    | Idő      | Hely.    | Idő        | Helyezés   |
| ------------------- | ---------------- | -------- | -------- | -------- | -------- | ---------- | ---------- |
| Luis Arias          | Lesiklás         |          |          |          |          | 3:09,2     | 53.        |
| Luis Arias          | Műlesiklás       | 1:10,4   | 47.      | kiesett  | kiesett  | kiesett    | kiesett    |
| Luis Arias          | Óriás-műlesiklás |          |          |          |          | 3:01,5     | 57.*       |
| Luis Molné          | Műlesiklás       | 1:26,5   | 72.      | kiesett  | kiesett  | kiesett    | kiesett    |
| Luis Molné          | Óriás-műlesiklás |          |          |          |          | 3:04,9     | 62.        |
| Juan Poll           | Lesiklás         |          |          |          |          | 3:10,1     | 54.*       |
| Juan Poll           | Műlesiklás       | 1:12,1   | 50.      | kiesett  | kiesett  | kiesett    | kiesett    |
| Juan Poll           | Óriás-műlesiklás |          |          |          |          | 3:03,5     | 60.        |
| Francisco Viladomat | Lesiklás         |          |          |          |          | 2:55,4     | 37.        |
| Francisco Viladomat | Műlesiklás       | 1:18,9   | 61.      | kiesett  | kiesett  | kiesett    | kiesett    |
| Francisco Viladomat | Óriás-műlesiklás |          |          |          |          | 2:51,6     | 40.        |

* - egy másik versenyzővel azonos eredményt ért el